# نبونعید
نبونعید آخرین پادشاه مقتدر امپراتوری بابل نو بود که در سال ۵۵۶ پیش از میلاد بر تخت سلطنت بابل نشست. با شکست نبونعید از کوروش بزرگ هخامنشی در سال ۵۳۸ پ. م. پادشاهی بابل فتح شد و بابل یکی از ساتراپ‌نشین‌های شاهنشاهی هخامنشی گردید.

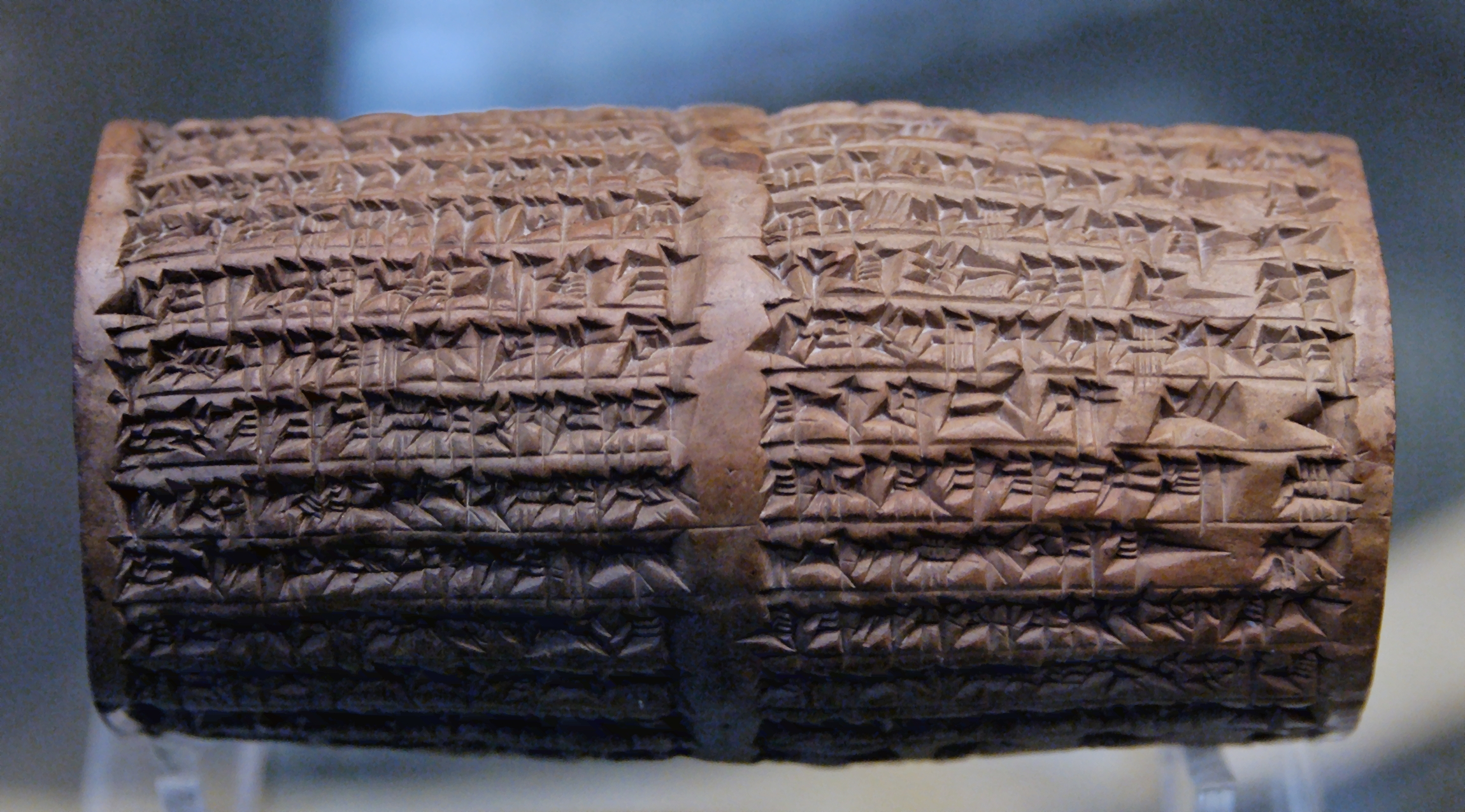
استوانه نبونعید: معبد سین در اور

## تصرف حرّان
دوران سلطنت نبونعید مصادف بود با انقراض پادشاهی ماد. مادها که در زمان نبوپلسر موفق شده بودند نینوا پایتخت آشور را متصرف و آن تمدن نابود کنند اینک دوران سیادت‌شان بسر آمده بود. کتیبه‌های نبونعید راجع به جریان انهدام پادشاهی ماد از دقیق‌ترین منابع به شمار می‌روند. در زمان ایشتوویگو آخرین پادشاه ماد، مادی‌ها مجبور شدند قسمتی از قوای نظامی خود از میانرودان به‌خصوص حرّان احضار نمایند. در پی غیبت مادی‌ها نبونعید پادشاه بابل به خود اجازه داد در سال ۵۵۳ پ. م. شهر حران را که به دولت ماد تعلق داشت را تصرف کند.

### متن کتیبه
در آغاز سلطنت نبونعید خدایان به خوابش آمدند و امر کردند معبد اخولخول را در حرّان ترمیم کند.
| حرّان و (معبد) اخولخول که ۵۴ سال ویران بود (زیرا که) اوممان‌ماندها {مادها} معبد (ایشان را) غارت و ویران کردند و خدایان دربارهٔ آن مدت مصالحهٔ ۵۴ ساله‌ای مقرر داشته بودند که پس از آن (خدای ماه) سین می‌تواند به مکان خود بازگردد ...) |

بنابر این حرّان را مادی‌ها طبق محاسبهٔ کتاب نبونعید در سال ۶۰۷/۶۰۶ یا سال ۶۱۰/۶۰۹ ویران ساخته بودند. اگر از روی تاریخ وقایع گد داوری نماییم ویرانی حرّان مربوط به سال ۶۰۹ می‌باشد. شکل فعلی استوانه سیپاری نبونعید نیز نشان می‌دهد که حرّان از آن لحظه که پس نبرد نینوا (۶۱۲ پیش از میلاد) اشغال شده بود تحت تصرف مادی‌ها بوده‌است. بدین سبب دربارهٔ حمله ایشتوویگو به میان‌رودان در آغاز سلطنت نبونعید پایه‌ای ندارد بر عکس نبونعید با استفاده از جنگ ماد و پارس به حرّان که متعلق به ماد بود حمله کرد.